# Психодинамска терапија
Психодинамска психотерапија, или психоаналитички оријентисана психотерапија, настала је из Фројдове (ортодоксне) психоанализе. Уже одређење истиче да је психодинамска терапија психичко деловање које се одвија у односу између клијента и терапеута, а које утиче на ублажавање тешкоћа клијената у сазнајном и друштвеном развоју. Психичко деловање је претежно усмерено на решавање свесних и пресвесних, али и несвесних међуличних и унутрашњих психичких односа и сукоба. За разлику од психоанализе, овај вид психотерапије не покушава да у толиком обиму (као класична психоанализа) промени структуру личности. За време терапијских сесија, које се одржавају једном или двапут недељно, у исто време, клијент не лежи на каучу, него седи наспрам терапеута (који се у психоанализи налази изван видокруга). Терапија се заснива на анализирању слободних асоцијација клијента, а од значаја је и тумачење снова. 